# ナネッテ・シュトライヒャー
ナネッテ・シュトライヒャー（Nannette Streicher 旧姓シュタイン (Stein) 1769年1月2日 - 1833年1月16日）は、ドイツ生まれのピアノ製造技師、作曲家、音楽教師、作家。

## 生涯
シュトライヒャーはアウクスブルクに生まれた。オルガン及びピアノの製造業を営むヨハン・アンドレアス・シュタイン（1728年 - 1792年）と妻のマグダレーナ（1742年 - 1800年）の間の6番目の子どもであった。早くから父よりピアノのレッスンを受ける。父は友人のイグナーツ・フォン・ベークの影響を受けていた。アウクスブルクでは演奏会でピアノ演奏を行い、時には友人のナネッテ・フォン・シャーデンが一緒に舞台に上がることもあった。1787年にはあるコンサートで「知られていないアリア数曲」を歌ったが、後に健康上の理由で歌唱の道を断念している。父が1792年2月29日に他界し、彼女が独立してピアノ工房を続けることになった。
1793年に音楽家のヨハン・アンドレアス・シュトライヒャー（1761年 - 1833年）と結婚し、1794年になると彼とともにウィーンへ移り住む。父の事業を受け継いだ当初は弟のマティアス・アンドレアス・シュタイン（1776年 - 1842年）と共同であったが、その後1802年からは彼女自身の名前を冠するようにした（"Nannette Streicher née Stein"）。夫の支えと、1824年から1825年にかけては息子のヨハン・バプティスト（1796年 - 1871年）が共同経営に加わったこともあり、会社は重要なピアノ製作会社へと成長を遂げた。工場を単独で切り盛りしていたヨハン・バプティストの経営手腕により、多くの特許を取得して世界的に有名となるまでになった。会社は1896年にシュティングル兄弟に売却された。
ナネッテとアンドレアスのシュトライヒャー夫妻の活動はピアノ製造のみに留まらなかった。彼女はまず自宅で、1812年以降は自らサロンを組織して演奏会を催し、若い芸術家に自由な演奏の機会を提供した。これがウィーンの音楽会にもたらしたものは大きく、夫妻の友人、客人の中にはルートヴィヒ・ヴァン・ベートーヴェンやヨハン・ヴォルフガング・フォン・ゲーテらがいた。
音楽サークルに友人や客人が集まると、ナネッテは彼らの前で私的にピアノ演奏を披露することもあった。母同様にピアノ演奏の才に恵まれた娘のゾフィー（1797年-1840年）とも折に触れて共演した。彼女のサークルにはウィーンの著名音楽家も多数参加しており、ベートーヴェンとの親交は60通を超える書簡に記録されている。甥カールの後見人となったベートーヴェンはそうしたやり取りの中で、彼女に対して日常的な事柄や教育に関する疑問をぶつけ、援助を求めていた。
1833年1月16日、2か月に及ぶ闘病生活ののちにウィーンで息を引き取った。

## 作品
- Deux Marches pour le Piano Forte. Composées par Madame Nannette Streicher née Stein. Prix 75 Cs. Bonn et Cologne chez N. Simrock. Propriété de l‘Editeur 1378. [1827.]
- Klage über den frühen Tod der Jungfer Ursula Sabina Stage. Für eine Singstimme und Klavier (c-Moll), Augsburg 1788.